# Moses G. Farmer
Moses Gerrish Farmer, född 1820, död 1893, var en amerikansk uppfinnare och elektroingenjör. Han byggde elektriskt lokomotiv. År 1847 hans ellok kommer att leda den första elektriska tåget i Amerikas förenta stater.